# Joe Polo
Joe Polo (né à Duluth le 10 décembre 1982) est un curleur américain.

## Jeux olympiques
- Jeux olympiques d'hiver de 2006 à Turin  Italie:
  -  Médaille de bronze en Curling.

- Jeux olympiques d'hiver de 2018 à Pyeongchang  Corée du Sud:
  -  Médaille d'or en Curling.